# Gamma-Glutamyltransferase
Gamma-Glutamyltransferase (ofte forkortet GGT) er et enzym, hvis indhold i kroppen vokser ved mange leversygdomme, samt ved uhæmmet indtag af alkohol. Ved leverfunktionsprøver kan et forhøjet niveau af gamma-glutamyltransferase være tegn på leversygdom.